# 5 août aux Jeux olympiques d'été de 2024
Navigation
4 août 6 août
Le lundi 5 août 2024 est le douzième jour de compétitions des Jeux olympiques d'été de 2024 à Paris en France.

## Programme
| Heure UTC+02:00 (France)                      |               |
| bleu                                          | Cérémonie     |
| neutre                                        | Épreuve       |
| or                                            | Finale        |
| orange                                        | Petite finale |
| rose                                          | Reporté       |
| gris                                          | Annulé        |
| Compétition masculine                         | Hommes        |
| Compétition féminine                          | Femmes        |
| Compétition mixte (hommes et femmes mélangés) | Mixte         |
| Compétition en couple (1 homme et 1 femme)    | Couple        |
| modifier                                      |               |

| Horaire | Discipline Spécialité | Discipline Spécialité                                   | Discipline Spécialité                         | Phase                      | Résultats              | Références |
| ------- | --------------------- | ------------------------------------------------------- | --------------------------------------------- | -------------------------- | ---------------------- | ---------- |
| 8 h 0   |                       | Triathlon Relais mixte                                  | Compétition mixte (hommes et femmes ensemble) | Finale                     |                        |            |
| 9 h 0   |                       | Beach-volley                                            | -                                             | 8e de finale               | vs                     |            |
| 9 h 0   |                       | Tir Skeet                                               | Compétition mixte (hommes et femmes ensemble) | Qualifications             | -                      | -          |
| 9 h 0   |                       | Volley-ball                                             | Compétition femmes                            | 1/4 de finale              | vs                     |            |
| 9 h 30  |                       | Tir Pistolet à 25 m tir rapide                          | Compétition hommes                            | Finale                     |                        |            |
| 9 h 45  |                       | Badminton Simple                                        | Compétition femmes                            | Finale                     |                        |            |
| 10 h 0  |                       | Beach-volley                                            | -                                             | 8e de finale               | vs                     |            |
| 10 h 0  |                       | Escalade Combiné (Bloc)                                 | Compétition hommes                            | 1/2 finale                 | -                      | -          |
| 10 h 0  |                       | Hockey sur gazon Tournoi féminin                        | Compétition femmes                            | 1/4 de finale              | vs                     |            |
| 10 h 0  |                       | Plongeon Haut-vol à 10 m                                | Compétition femmes                            | Qualifications             | -                      | -          |
| 10 h 0  |                       | Tennis de table Par équipes                             | Compétition hommes                            | 8e de finale               | -                      | -          |
| 10 h 0  |                       | Tennis de table Par équipes                             | Compétition femmes                            | 8e de finale               | -                      | -          |
| 10 h 5  |                       | Athlétisme 400 m haies                                  | Compétition hommes                            | 1er tour                   | -                      | -          |
| 10 h 10 |                       | Athlétisme Lancer du disque (Groupe A)                  | Compétition hommes                            | Qualifications             | -                      | -          |
| 10 h 40 |                       | Athlétisme Saut à la perche                             | Compétition femmes                            | Qualifications             | -                      | -          |
| 10 h 50 |                       | Athlétisme 400 m haies                                  | Compétition femmes                            | Repêchages                 | -                      | -          |
| 11 h 0  |                       | Voile Formula Kite (courses 5, 6, 7 et 8)               | Compétition hommes                            | Tour de compétition        | -                      | -          |
| 11 h 0  |                       | Voile Formula Kite (courses 5, 6, 7 et 8)               | Compétition femmes                            | Tour de compétition        | -                      | -          |
| 11 h 0  |                       | Voile Nacra 17 (courses 7, 8 et 9)                      | Compétition en couple (1 homme et 1 femme)    | Tour de compétition        | -                      | -          |
| 11 h 0  |                       | Voile Laser Radial (courses 9 et 10)                    | Compétition femmes                            | Tour de compétition        | -                      | -          |
| 11 h 0  |                       | Voile Laser (courses 9 et 10)                           | Compétition hommes                            | Tour de compétition        | -                      | -          |
| 11 h 0  |                       | Voile 470 (courses 7 et 8)                              | Compétition en couple (1 homme et 1 femme)    | Tour de compétition        | -                      | -          |
| 11 h 20 |                       | Athlétisme 400 m                                        | Compétition hommes                            | Repêchages                 | -                      | -          |
| 11 h 35 |                       | Athlétisme Lancer du disque (Groupe B)                  | Compétition hommes                            | Qualifications             | -                      | -          |
| 11 h 45 |                       | Gymnastique artistique Barres parallèles                | Compétition hommes                            | Finale                     |                        |            |
| 11 h 55 |                       | Athlétisme 400 m                                        | Compétition femmes                            | 1er tour                   | -                      | -          |
| 12 h 0  |                       | Water-polo Tournoi masculin                             | Compétition hommes                            | Tour préliminaire Groupe B | Hongrie vs Serbie      |            |
| 12 h 30 |                       | Hockey sur gazon Tournoi féminin                        | Compétition femmes                            | 1/4 de finale              | vs                     |            |
| 12 h 36 |                       | Gymnastique artistique Poutre                           | Compétition femmes                            | Finale                     |                        |            |
| 12 h 50 |                       | Athlétisme 200 m                                        | Compétition femmes                            | Repêchages                 | -                      | -          |
| 13 h 0  |                       | Beach-volley                                            | -                                             | 8e de finale               | vs                     |            |
| 13 h 0  |                       | Escalade Vitesse                                        | Compétition femmes                            | Qualifications             | -                      | -          |
| 13 h 0  |                       | Volley-ball                                             | Compétition femmes                            | 1/4 de finale              | vs                     |            |
| 13 h 31 |                       | Gymnastique artistique Barre fixe                       | Compétition hommes                            | Finale                     |                        |            |
| 13 h 35 |                       | Water-polo Tournoi masculin                             | Compétition hommes                            | Tour préliminaire Groupe B | Australie vs Japon     |            |
| 14 h 0  |                       | Beach-volley                                            | -                                             | 8e de finale               | vs                     |            |
| 14 h 0  |                       | Équitation Saut d'obstacles individuel                  | Compétition mixte (hommes et femmes ensemble) | Qualifications             | -                      | -          |
| 14 h 20 |                       | Gymnastique artistique Sol                              | Compétition femmes                            | Finale                     |                        |            |
| 14 h 30 |                       | Badminton Simple                                        | Compétition hommes                            | Finale                     |                        |            |
| 15 h 0  |                       | Lutte Gréco-romaine - Moins de 60 kg                    | Compétition hommes                            | 8e de finale               | -                      | -          |
| 15 h 0  |                       | Lutte Libre - Moins de 68 kg                            | Compétition femmes                            | 8e de finale               | -                      | -          |
| 15 h 0  |                       | Lutte Gréco-romaine - Moins de 130 kg                   | Compétition hommes                            | 8e de finale               | -                      | -          |
| 15 h 0  |                       | Plongeon Haut-vol à 10 m                                | Compétition femmes                            | 1/2 finale                 | -                      | -          |
| 15 h 0  |                       | Tennis de table Par équipes                             | Compétition hommes                            | 8e de finale               | -                      | -          |
| 15 h 0  |                       | Tennis de table Par équipes                             | Compétition femmes                            | 8e de finale               | -                      | -          |
| 15 h 0  |                       | Tir Skeet                                               | Compétition mixte (hommes et femmes ensemble) | Finale                     |                        |            |
| 15 h 10 |                       | Water-polo Tournoi masculin                             | Compétition hommes                            | Tour préliminaire Groupe A | Grèce vs Italie        |            |
| 15 h 30 |                       | Canoë-kayak (slalom) KX1                                | Compétition femmes                            | 1/4 de finale              | -                      | -          |
| 15 h 52 |                       | Canoë-kayak (slalom) KX1                                | Compétition hommes                            | 1/4 de finale              | -                      | -          |
| 16 h 15 |                       | Canoë-kayak (slalom) KX1                                | Compétition femmes                            | 1/2 finale                 | -                      | -          |
| 16 h 20 |                       | Lutte Gréco-romaine - Moins de 60 kg                    | Compétition hommes                            | 1/4 de finale              | -                      | -          |
| 16 h 20 |                       | Lutte Libre - Moins de 68 kg                            | Compétition femmes                            | 1/4 de finale              | -                      | -          |
| 16 h 20 |                       | Lutte Gréco-romaine - Moins de 130 kg                   | Compétition hommes                            | 1/4 de finale              | -                      | -          |
| 16 h 28 |                       | Canoë-kayak (slalom) KX1                                | Compétition hommes                            | 1/4 de finale              | -                      | -          |
| 16 h 43 |                       | Canoë-kayak (slalom) KX1                                | Compétition femmes                            | Finale                     |                        |            |
| 16 h 48 |                       | Canoë-kayak (slalom) KX1                                | Compétition hommes                            | Finale                     |                        |            |
| 17 h 0  |                       | Beach-volley                                            | -                                             | 8e de finale               | vs                     |            |
| 17 h 0  |                       | Cyclisme sur piste Vitesse par équipes                  | Compétition femmes                            | Qualifications             | -                      | -          |
| 17 h 0  |                       | Volley-ball                                             | Compétition femmes                            | 1/4 de finale              | vs                     |            |
| 17 h 27 |                       | Cyclisme sur piste Poursuite par équipes                | Compétition hommes                            | Qualifications             | -                      | -          |
| 17 h 30 |                       | Basket-ball à trois Tournoi féminin                     | Compétition femmes                            | 1/2 finale                 | vs                     |            |
| 17 h 30 |                       | Hockey sur gazon Tournoi féminin                        | Compétition femmes                            | 1/4 de finale              | vs                     |            |
| 18 h 0  |                       | Basket-ball à trois Tournoi masculin                    | Compétition hommes                            | 1/2 finale                 | vs                     |            |
| 18 h 0  |                       | Beach-volley                                            | -                                             | 8e de finale               | vs                     |            |
| 18 h 0  |                       | Football Tournoi masculin                               | Compétition hommes                            | 1/2 finale                 | vs                     |            |
| 18 h 30 |                       | Basket-ball à trois Tournoi féminin                     | Compétition femmes                            | 1/2 finale                 | vs                     |            |
| 18 h 30 |                       | Water-polo Tournoi masculin                             | Compétition hommes                            | Tour préliminaire Groupe A | Croatie vs États-Unis  |            |
| 18 h 55 |                       | Cyclisme sur piste Vitesse par équipes                  | Compétition femmes                            | 1er tour                   | -                      | -          |
| 19 h 0  |                       | Athlétisme Saut à la perche                             | Compétition hommes                            | Finale                     |                        |            |
| 19 h 0  |                       | Basket-ball à trois Tournoi masculin                    | Compétition hommes                            | 1/2 finale                 | vs                     |            |
| 19 h 4  |                       | Athlétisme 3 000 m steeple                              | Compétition hommes                            | 1er tour                   | -                      | -          |
| 19 h 9  |                       | Cyclisme sur piste Vitesse par équipes                  | Compétition hommes                            | Qualifications             | -                      | -          |
| 19 h 30 |                       | Natation synchronisée Par équipes - Programme technique | Compétition femmes                            | Tour de compétition        | -                      | -          |
| 19 h 46 |                       | Cyclisme sur piste Vitesse par équipes                  | Compétition femmes                            | Course pour la 7e place    | -                      | -          |
| 19 h 49 |                       | Cyclisme sur piste Vitesse par équipes                  | Compétition femmes                            | Course pour la 5e place    | -                      | -          |
| 19 h 53 |                       | Cyclisme sur piste Vitesse par équipes                  | Compétition femmes                            | Finale                     |                        |            |
| 19 h 55 |                       | Athlétisme 200 m                                        | Compétition hommes                            | 1er tour                   | -                      | -          |
| 20 h 0  |                       | Hockey sur gazon Tournoi féminin                        | Compétition femmes                            | 1/4 de finale              | vs                     |            |
| 20 h 0  |                       | Tennis de table Par équipes                             | Compétition hommes                            | 8e de finale               | -                      | -          |
| 20 h 0  |                       | Tennis de table Par équipes                             | Compétition femmes                            | 8e de finale               | -                      | -          |
| 20 h 5  |                       | Water-polo Tournoi masculin                             | Compétition hommes                            | Tour préliminaire Groupe B | France vs Espagne      |            |
| 20 h 30 |                       | Athlétisme Lancer du disque                             | Compétition femmes                            | Finale                     |                        |            |
| 20 h 45 |                       | Athlétisme 200 m                                        | Compétition femmes                            | 1/2 finale                 | -                      | -          |
| 21 h 0  |                       | Basket-ball à trois Tournoi féminin                     | Compétition femmes                            | Petite finale              | vs                     |            |
| 21 h 0  |                       | Beach-volley                                            | -                                             | 8e de finale               | vs                     |            |
| 21 h 0  |                       | Football Tournoi masculin                               | Compétition hommes                            | 1/2 finale                 | vs                     |            |
| 21 h 0  |                       | Lutte Gréco-romaine - Moins de 60 kg                    | Compétition hommes                            | 1/2 finale                 | -                      | -          |
| 21 h 0  |                       | Volley-ball                                             | Compétition femmes                            | 1/4 de finale              | vs                     |            |
| 21 h 10 |                       | Athlétisme 5 000 m                                      | Compétition femmes                            | Finale                     |                        |            |
| 21 h 20 |                       | Lutte Gréco-romaine - Moins de 130 kg                   | Compétition hommes                            | 1/2 finale                 | -                      | -          |
| 21 h 30 |                       | Basket-ball à trois Tournoi masculin                    | Compétition hommes                            | Petite finale              | vs                     |            |
| 21 h 40 |                       | Lutte Libre - Moins de 68 kg                            | Compétition femmes                            | 1/2 finale                 | -                      | -          |
| 21 h 40 |                       | Water-polo Tournoi masculin                             | Compétition hommes                            | Tour préliminaire Groupe A | Roumanie vs Monténégro |            |
| 21 h 45 |                       | Athlétisme 800 m                                        | Compétition femmes                            | Finale                     |                        |            |
| 22 h 0  |                       | Beach-volley                                            | -                                             | 8e de finale               | vs                     |            |
| 22 h 5  |                       | Basket-ball à trois Tournoi féminin                     | Compétition femmes                            | Finale                     | vs                     |            |
| 22 h 35 |                       | Basket-ball à trois Tournoi masculin                    | Compétition hommes                            | Finale                     | vs                     |            |

## Tableaux des médailles
| Rang  | Nation | Or | Argent | Bronze | Total |
| ----- | ------ | -- | ------ | ------ | ----- |
| 1     |        |    |        |        |       |
| 2     |        |    |        |        |       |
| 3     |        |    |        |        |       |
| 4     |        |    |        |        |       |
| 5     |        |    |        |        |       |
| Total |        |    |        |        |       |

| Rang  | Nation | Or | Argent | Bronze | Total |
| ----- | ------ | -- | ------ | ------ | ----- |
| 1     |        |    |        |        |       |
| 2     |        |    |        |        |       |
| 3     |        |    |        |        |       |
| 4     |        |    |        |        |       |
| 5     |        |    |        |        |       |
| Total |        |    |        |        |       |